# Ishakidris ascitaspis
Ishakidris ascitaspis är en myrart som beskrevs av Bolton 1984. Ishakidris ascitaspis ingår i släktet Ishakidris och familjen myror. Inga underarter finns listade i Catalogue of Life.